# Neopseudatrichia mariaensis
Neopseudatrichia mariaensis är en tvåvingeart som först beskrevs av Hardy 1933.  Neopseudatrichia mariaensis ingår i släktet Neopseudatrichia och familjen fönsterflugor. Inga underarter finns listade i Catalogue of Life.